# Federação dos Jogos da Commonwealth
A Federação dos Jogos da Commonwealth (CGF) é a organização internacional responsável por dirigir e controlar os Jogos da Commonwealth, e é a autoridade máxima nos assuntos relacionados aos Jogos.

## História
Partindo do sucesso dos primeiros Jogos do Império Britânico, em Hamilton (Canadá), os representantes da Grã-Bretanha e das suas colónias e territórios reuniram-se e decidiram que os Jogos, semelhantes às Olimpíadas, deveriam ser realizados a cada quatro anos e deveria ser formada uma entidade competente.Depois dos Jogos Olímpicos de 1932, estipulou-se a criação da Federação dos Jogos do Império Britânico, que seria responsável pela organização do evento. O nome da federação mudou em 1952 para Federação dos Jogos Britânicos e da Commonwealht, adoptando novo nome em 1966 (Federação dos Jogos Britânicos da Commonwealth). Só em 1974, na Nova Zelândia, foi instituído o nome actual, Federação dos Jogos da Commonwealth.

## Organização
A federação é dirigida por uma Assembleia-Geral e um quadro executivo. O primeiro organismo é o governante máximo da CGF com poder de votar sobre as decisões, inclusivamente elegendo as cidades-sede dos Jogos. Tem pelo menos três representantes de uma Associação dos Jogos da Commonwealth (CGA) de cada membro/território; o vice-patrono, os vice-presidentes e os membros do quadro executivo. As sessões da AG são presididas pelo presidente da CGF. Cada CGA tem um voto, ao contrário dos restantes elementos, dos representantes do Comité Organizador de ums jogos e os observadores convidados, que podem dar opinião mas não votar.
Por outro lado, o quadro executivo represente a Associação dos Jogos da Commonwealth que formam a AG, podendo actuar em nome da federação que organiza os Jogos. Inclui um vice-patrrono que é o presidente, seis agentes da CGF e seis vice-presidentes que representam e são responsáveis nas seis regiões da Federação dos Jogos da Commonwealth (África, Américas, Ásia, Caraíbas, Europa e Oceania). Os membros podem ser eleitos ou designados, mas o vice-patrão é eleito pela Assembleia-Geral e, normalmente, pode ficar no cargo de forma vitalícia.

## Liderança
O Presidente da Federação dos Jogos da Commonwealth é responsável por liderar o quadro executivo e a Assembleia Geral. Este organismo elege um candidato para o cargo no ano seguinte aos Jogos da Commonwealth e dirigir o processo de escolha da sede dos mesmos. Entre os outros deveres do Presidente estão: convidar o Chefe da Comunidade Britânica para as declarações de abertura e encerramento dos Jogos; e supervisionar as preparações dos eventos vindouros.
No passado, antes dos Jogos da Commonwealth de 1998, o Presidente tinha apenas um papel cerimonial e desde então ele assumiu o papel de principal dirigente da Federação dos Jogos da Commonwealth,tendo funções semelhantes ao presidente do Comitê Olímpico Internacional. A atual presidente é a escocesa Louise Martin,que é a primeira mulher a assumir o cargo
| # | Nome                                               | País          | Início de mandato | Fim de mandato | Jogos |
| - | -------------------------------------------------- | ------------- | ----------------- | -------------- | --- |
| 1 | Sir James Leigh-Wood, K.B.E., C.B., C.M.G.         | Inglaterra    | 1930              | 1938           | - Jogos do Império Britânico de 1930 - Jogos do Império Britânico de 1934 - Jogos do Império Britânico de 1938 |
| 2 | The Rt Hon. Arthur Porritt, Barão de Porritt, B.t. | Nova Zelândia | 1950              | 1966           | - Jogos do Império Britânico de 1950 - Jogos do Império Britânico e da Commonwealth de 1954 - Jogos do Império Britânico e da Commonwealth de 1958 - Jogos do Império Britânico e da Commonwealth de 1962 - Jogos do Império Britânico e da Commonwealth de 1966 |
| 3 | Sir Alexander Ross                                 | Nova Zelândia | 1968              | 1982           | - Jogos da Comunidade Britânica de 1970 - Jogos da Comunidade Britânica de 1974 - Jogos da Commonwealth de 1978 - Jogos da Commonwealth de 1982 |
| 4 | Sir Peter Heatly, CBE, DL                          | Escócia       | 1982              | 1990           | - Jogos da Commonwealth de 1986 - Jogos da Commonwealth de 1990 |
| 5 | Arnaldo de Oliveira Sales GBM, OBE, JP             | Hong Kong     | 1994              | 1998           | - Jogos da Commonwealth de 1994 |
| 6 | The Hon. Michael Fennell O.J., C.D.                | Jamaica       | 1952              | 2011           | - Jogos da Commonwealth de 1998 - Jogos da Commonwealth de 2002 - Jogos da Commonwealth de 2006 - Jogos da Commonwealth de 2010 |
| 7 | SAR. Príncipe Tunku Imran da Malásia               | Malásia       | 2011              | 2015           | - Jogos da Commonwealth de 2014 |
| 8 | Louise Martin                                      | Escócia       | 2015              | –              | - Jogos da Commonwealth de 2018 |